# She's the One
"She's the One" je pjesma Brucea Springsteena s albuma Born to Run iz 1975.
Tema pjesme je iznimno privlačna, ali hladna žena koja kod svojeg ljubavnika izaziva veliki emocionalni nemir. Pjesma je postala popularna na koncertima, a od 2008. je izvedena 468 puta.

## Vanjske poveznice
- Stihovi "She's the One"  Arhivirana inačica izvorne stranice od 14. listopada 2007. (Wayback Machine) na službenoj stranici Brucea Springsteena